# Ospedale Monaldi
L'Ospedale Vincenzo Monaldi è un nosocomio di Napoli sito presso la Zona ospedaliera. È specializzato nella cura delle malattie pneumo-cardiovascolari che si avvale di tecniche chirurgiche all'avanguardia, quali l'utilizzo di robot. È parte dell'Azienda ospedaliera dei Colli, che gestisce anche l'Ospedale Cotugno e il CTO.

## Storia
Il sanatorio fu concepito nel 1931 con l'avvio della costruzione di un ampio complesso ospedaliero, promosso dall'allora Istituto nazionale fascista della previdenza sociale (INFPS). La struttura era destinata alla cura dei pazienti affetti da tubercolosi, patologia particolarmente diffusa in quel periodo. I lavori si conclusero nell'aprile del 1939, con l’inaugurazione di un moderno sanatorio, denominato Principe di Piemonte, dotato di circa duemila posti letto.
Nel 1973 il nome viene cambiato per dedicare l'ospedale a Vincenzo Monaldi, medico e politico specializzato nelle malattie dell'apparato respiratorio.
Nell'ambito del riassetto della rete ospedaliera della Regione Campania il Monaldi, insieme all'ospedale Cotugno, ad indirizzo infettivologico ed epatologico, ed al CTO (centro traumatologico ortopedico), hanno formato l'AORN Azienda ospedaliera dei Colli. La nuova azienda nasce con decreto regionale n. 49 del 27 settembre 2010 per la prosecuzione del piano di rientro del settore sanitario.

## Struttura
Nel corso dei decenni, l'ospedale ha ampliato le proprie funzioni, divenendo centro di riferimento per la cardiologia nelle aree di Napoli Ovest (D.I.E. Napoli 2 Nord) e Napoli Est (D.I.E. Napoli 3 Sud). È inoltre incluso nella rete dei Servizi Psichiatrici di Diagnosi e Cura (SPDC), ospitando un'apposita unità territoriale con 8 posti letto.
Il presidio ospedaliero è stato designato come centro regionale per la cardiologia e cardiochirurgia pediatrica, in collaborazione con l'Università degli Studi della Campania Luigi Vanvitelli. La struttura è dotata di laboratori per emodinamica ed elettrofisiologia, dedicati alla diagnosi morfo-funzionale invasiva e agli interventi terapeutici avanzati.
L'ospedale ospita inoltre centri specializzati in ambiti ad alta complessità clinica e strumentale, tra cui:
- Diagnostica prenatale
- Cardiopatie congenite dell'età adulta
- Cardiologia dello sport in età adolescenziale
- Malattie cardiovascolari rare.[2]

## Dipartimenti strutturali e reparti
Di seguito sono riportati i Dipartimenti strutturali ed i reparti (accorpati agli altri nosocomi dell'Azienda ospedaliera dei Colli):
- Area critica
  - U.O.C. Anestesia e terapia intensiva post-operatoria
  - U.O.C. Terapia intensiva neonatale (TIN)
  - U.O.C. Terapia intensiva respiratoria (UTIR)
  - U.O.S.D. Anestesia in Cardiochirurgia generale
  - U.O.S.D. Dialisi con complicazioni cardiopneumologiche
  - U.O.S.D. Rianimazione respiratoria e ECMO
  - U.O.S.D. Terapia antalgica
  - U.O.S.D. Terapia intensiva cardiochirurgica
  - U.O.S.D. Terapia intensiva pediatrica ad indirizzo cardiochirurgico

- Cardiochirurgia e dei trapianti
  - U.O.C. Cardiochirurgia generale SUN
  - U.O.C. Cardiochirurgia pediatrica e delle cardiopatie congenite
  - U.O.C. Medicina infettivologica e dei trapianti - SUN
  - U.O.C. Medicina trasfusionale
  - U.O.S.D. Cardiochirurgia generale e dei trapianti
  - U.O.S.D. Ecografia peri-operatoria e terapia endovascolare

- Chirurgia generale e specialistica
  - U.O.C. Chirurgia generale
  - U.O.C. Chirurgia toracica
  - U.O.C. Chirurgia vascolare
  - U.O.C. Gastroenterologia ed endoscopia digestiva
  - U.O.C. Oculistica
  - U.O.C. Otorinolaringoiatria
  - U.O.C. Urologia
  - U.O.S.D. Procedure chirurgiche del Cheratocono
  - U.O.S.D. Week Surgery

- Medico e cardiologico
  - U.O.C Malattie cardiologiche congenite in adulti - GUCH
  - U.O.C. Cardiologia interventistica
  - U.O.C. Cardiologia pediatrica e UTIC "Vanvitelli"
  - U.O.C. Cardiologia
  - U.O.C. Cardiologia e UTIC "Vanvitelli"
  - U.O.C. Medicina ad indirizzo cardiovascolare e dismetabolico
  - U.O.S.D Angiologia
  - U.O.S.D. Cardiologia diagnostica invasiva
  - U.O.S.D. DH Cardiologia preventiva
  - U.O.S.D. Diagnostica cardiologica integrata
  - U.O.S.D. Elettrofisiologia, studio e terapia delle aritmie
  - U.O.S.D. Endocrinologia
  - U.O.S.D. Scompenso cardiaco e cardiologia riabilitativa

- Orto-neurologico e centro trauma zonale
  - U.O.S.D. Complicanze del SNC e del SNP dei trapianti e delle procedure cardio-chirurgiche in area clinica ed oncologica
  - U.O.S.D. Trattamenti ortopedici

- Pneumologia e Oncologia
  - U.O.C. Broncologia
  - U.O.C. Clinica pneumologica SUN
  - U.O.C. Fisiopatologia e riabilitazione respiratoria
  - U.O.C. Oncologia
  - U.O.C. Pneumologia ad indirizzo oncologico
  - U.O.C. Pneumotisiologia Università Federico II
  - U.O.S.D. DH pneumoncologico
  - U.O.S.D. Malattie respiratorie (Federico II)
  - U.O.S.D. Trattamento delle complicanze del cancro del polmone

- Servizi Sanitari
  - U.O.C. Anatomia ed istologia patologica
  - U.O.C. Biochimica chimica
  - U.O.C. Farmacia
  - U.O.C. Medicina nucleare
  - U.O.C. Radiodiagnostica
  - U.O.S.D. Anatomia patologica toraco-polmonare
  - U.O.S.D. Citologia diagnostica
  - U.O.S.D. Diagnostica molecolare e tomografica
  - U.O.S.D. Diagnostica senologica integrata
  - U.O.S.D. Medicina del lavoro
  - U.O.S.D. Radiologia informatica